# NHL Entry Draft 1992
NHL Entry Draft 1992 był 30. draftem NHL w historii. Odbył się w dniu 20 czerwca w Forum de Montréal w Montrealu.

## Draft 1992

### Runda 1
| #  | Zawodnik                  | Narodowość        | Drużyna NHL         | Klub macierzysty           |
| -- | ------------------------- | ----------------- | ------------------- | -------------------------- |
| 1  | Roman Hamrlík (O)         | Czechosłowacja    | Tampa Bay Lightning | AC ZPS Zlín (MCzSł)        |
| 2  | Aleksiej Jaszyn (C)       | ZSRR              | Ottawa Senators     | Dinamo Moskwa (MZSSR)      |
| 3  | Mike Rathje (O)           | Kanada            | San Jose Sharks     | Medicine Hat Tigers (WHL)  |
| 4  | Todd Warriner (LS)        | Kanada            | Quebec Nordiques    | Windsor Spitfires (OHL)    |
| 5  | Darius Kasparaitis (O)    | Litwa             | New York Islanders  | Dinamo Moskwa (MZSSR)      |
| 6  | Cory Stillman (LS)        | Kanada            | Calgary Flames      | Windsor Spitfires (OHL)    |
| 7  | Ryan Sittler (LS)         | Kanada            | Philadelphia Flyers | Nichols School (USHS–NY)   |
| 8  | Brandon Convery (C)       | Stany Zjednoczone | Toronto Maple Leafs | Sudbury Wolves (OHL)       |
| 9  | Róbert Petrovický (PS)    | Czechosłowacja    | Hartford Whalers    | Dukla Trenczyn (MCzSł)     |
| 10 | Andriej Nazarow (LS)      | ZSRR              | San Jose Sharks     | Dinamo Moskwa (MZSSR)      |
| 12 | Siergiej Kriwokrasow (PS) | ZSRR              | Chicago Blackhawks  | CSKA Moskwa (MZSSR)        |
| 14 | Siergiej Gonczar (O)      | ZSRR              | Washington Capitals | Traktor Czelabińsk (MZSSR) |
| 16 | Dmitrij Kwartalnow (LS)   | ZSRR              | Boston Bruins       | San Diego Gulls (IHL)      |
| 17 | Siergiej Bautin (O)       | ZSRR              | Winnipeg Jets       | Dinamo Moskwa (MZSSR)      |
| 19 | Martin Straka (C)         | Czechosłowacja    | Pittsburgh Penguins | TJ Škoda Plzeň (MCzSł)     |

### Runda 2
| #  | Zawodnik               | Narodowość | Drużyna NHL        | Klub macierzysty      |
| -- | ---------------------- | ---------- | ------------------ | --------------------- |
| 27 | Boris Mironow (O)      | ZSRR       | Winnipeg Jets      | CSKA Moskwa (MZSSR)   |
| 33 | Walerij Bure (PS)      | ZSRR       | Montreal Canadiens | Spokane Chiefs (WHL)  |
| 38 | Igor Korolow (C)       | ZSRR       | St. Louis Blues    | Dinamo Moskwa (MZSSR) |
| 40 | Michael Peca (C)       | Kanada     | Vancouver Canucks  | Ottawa 67’s (OHL)     |
| 42 | Siergiej Brylin (C)    | ZSRR       | New Jersey Devils  | Dinamo Moskwa (MZSSR) |
| 47 | Andriej Nikoliszyn (C) | ZSRR       | Hartford Whalers   | Dinamo Moskwa (MZSSR) |

### Runda 3
| #  | Zawodnik            | Narodowość | Drużyna NHL         | Klub macierzysty            |
| -- | ------------------- | ---------- | ------------------- | --------------------------- |
| 53 | Stefan Ustorf (LS)  | Niemcy     | Washington Capitals | ESV Kaufbeuren (Bundesliga) |
| 55 | Sergejs Žoltoks (C) | Łotwa      | Boston Bruins       | Stars Riga (MŁ)             |
| 65 | Kirk Maltby (LS/PS) | Kanada     | Edmonton Oilers     | Owen Sound Platers (OHL)    |

### Runda 4
| #  | Zawodnik                  | Narodowość     | Drużyna NHL           | Klub macierzysty             |
| -- | ------------------------- | -------------- | --------------------- | ---------------------------- |
| 75 | Jan Čaloun (PS)           | Czechosłowacja | San Jose Sharks       | Chemopetrol Litvínov (MCzSł) |
| 77 | Nikołaj Borszczewski (PS) | ZSRR           | Toronto Maple Leafs   | Spartak Moskwa (MZSSR)       |
| 88 | Jere Lehtinen (PS)        | Finlandia      | Minnesota North Stars | Kiekko-Espooň (SM-liiga)     |

### Runda 5
| #   | Zawodnik            | Narodowość | Drużyna NHL         | Klub macierzysty       |
| --- | ------------------- | ---------- | ------------------- | ---------------------- |
| 103 | Władisław Bulin (O) | ZSRR       | Philadelphia Flyers | Dizelist Penza (MZSSR) |

### Runda 6
| #   | Zawodnik          | Narodowość     | Drużyna NHL    | Klub macierzysty      |
| --- | ----------------- | -------------- | -------------- | --------------------- |
| 126 | Rawil Jakubow (C) | Rosja          | Calgary Flames | Dinamo Moskwa (MZSSR) |
| 133 | Jiří Dopita (C)   | Czechosłowacja | Boston Bruins  | DC Olomouc (MCzSł)    |

### Runda 7
| #   | Zawodnik            | Narodowość | Drużyna NHL   | Klub macierzysty                 |
| --- | ------------------- | ---------- | ------------- | -------------------------------- |
| 156 | Andriej Rajski (LS) | Rosja      | Winnipeg Jets | Torpedo Ust-Kamienogorsk (MZSSR) |

### Runda 8
| #   | Zawodnik               | Narodowość | Drużyna NHL      | Klub macierzysty       |
| --- | ---------------------- | ---------- | ---------------- | ---------------------- |
| 177 | Konsantin Korotkow (C) | ZSRR       | Hartford Whalers | Spartak Moskwa (MZSSR) |

### Runda 9
| #   | Zawodnik               | Narodowość | Drużyna NHL   | Klub macierzysty    |
| --- | ---------------------- | ---------- | ------------- | ------------------- |
| 204 | Nikołaj Chabibulin (B) | ZSRR       | Winnipeg Jets | CSKA Moskwa (MZSSR) |

### Runda 10
| #   | Zawodnik               | Narodowość | Drużyna NHL       | Klub macierzysty                |
| --- | ---------------------- | ---------- | ----------------- | ------------------------------- |
| 230 | Jurij Guńko (O)        | ZSRR       | St. Louis Blues   | Sokił Kijów (MZSSR)             |
| 238 | Dan McGillis (O)       | Kanada     | Detroit Red Wings | Hawkesbury Hawks (CJHL)         |
| 240 | Władimir Worobjow (PS) | ZSRR       | New York Rangers  | Siewierstal Czerepowiec (MZSSR) |

### Runda 11
| #   | Zawodnik           | Narodowość | Drużyna NHL        | Klub macierzysty           |
| --- | ------------------ | ---------- | ------------------ | -------------------------- |
| 260 | Hiroyuki Miura (O) | Japonia    | Montreal Canadiens | Seibu Tetsudo Tokyo (JIHL) |

### Runda 12
| #   | Zawodnik                | Narodowość | Drużyna NHL      | Klub macierzysty               |
| --- | ----------------------- | ---------- | ---------------- | ------------------------------ |
| 244 | Siergiej Niemczinow (C) | ZSRR       | New York Rangers | Krylja Sowietow Moskwa (MZSSR) |

Legenda: B – bramkarz, O – obrońca, C – center, LS – lewoskrzydłowy, PS – prawoskrzydłowy.